# Ibarrolle
Ibarrolle est une commune française située dans le département des Pyrénées-Atlantiques, en région Nouvelle-Aquitaine.
Le gentilé est Ibarrolar.

## Géographie

### Localisation
La commune d'Ibarrolle se trouve dans le département des Pyrénées-Atlantiques, en région Nouvelle-Aquitaine.
Elle se situe à 106 km par la route de Pau, préfecture du département, à 65 km de Bayonne, sous-préfecture, et à 21 km de Saint-Palais, bureau centralisateur du canton du Pays de Bidache, Amikuze et Ostibarre dont dépend la commune depuis 2015 pour les élections départementales.
La commune fait en outre partie du bassin de vie de Saint-Jean-Pied-de-Port.
Les communes les plus proches sont : 
Bunus (2,3 km), Saint-Just-Ibarre (3,2 km), Larceveau-Arros-Cibits (3,6 km), Gamarthe (3,9 km), Hosta (4,7 km), Ainhice-Mongelos (5,0 km), Juxue (5,6 km), Lacarre (5,7 km).
Sur le plan historique et culturel, Ibarrolle fait partie de la province de la Basse-Navarre, un des sept territoires composant le Pays basque,. La Basse-Navarre en est la province la plus variée en ce qui concerne son patrimoine, mais aussi la plus complexe du fait de son morcellement géographique. Depuis 1999, l'Académie de la langue basque ou Euskalzaindia divise la Basse-Navarre en six zones,. La commune est dans le pays d’Ostabarret (Oztibarre), à l’est de ce territoire.

### Communes limitrophes
Les communes limitrophes sont Bunus, Bussunarits-Sarrasquette, Gamarthe, Hosta, Larceveau-Arros-Cibits et Saint-Just-Ibarre.
|                          | Larceveau-Arros-Cibits |                   |
| Gamarthe                 | Ibarrolle              | Bunus             |
| Bussunarits-Sarrasquette | Hosta                  | Saint-Just-Ibarre |

### Géologie, sismicité
La région est une région de flyschs du Crétacé supérieur, très épais (plusieurs kilomètres) et à fort pendage. Ce type de terrain est peu propice aux captages d'eau, inexistants sur la commune qui est alimentée par les sources Zahagui et Hastokia à Hosta et Ur Belcha à Musculdy.
La région est située en zone sismique 4 correspondant à un risque moyen. L'évènement récent (depuis 1980) le plus important s'est produit en 1987. Situé à 5 km de profondeur, sa magnitude était ML=2,8, donc trop faible pour être ressenti.

### Hydrographie

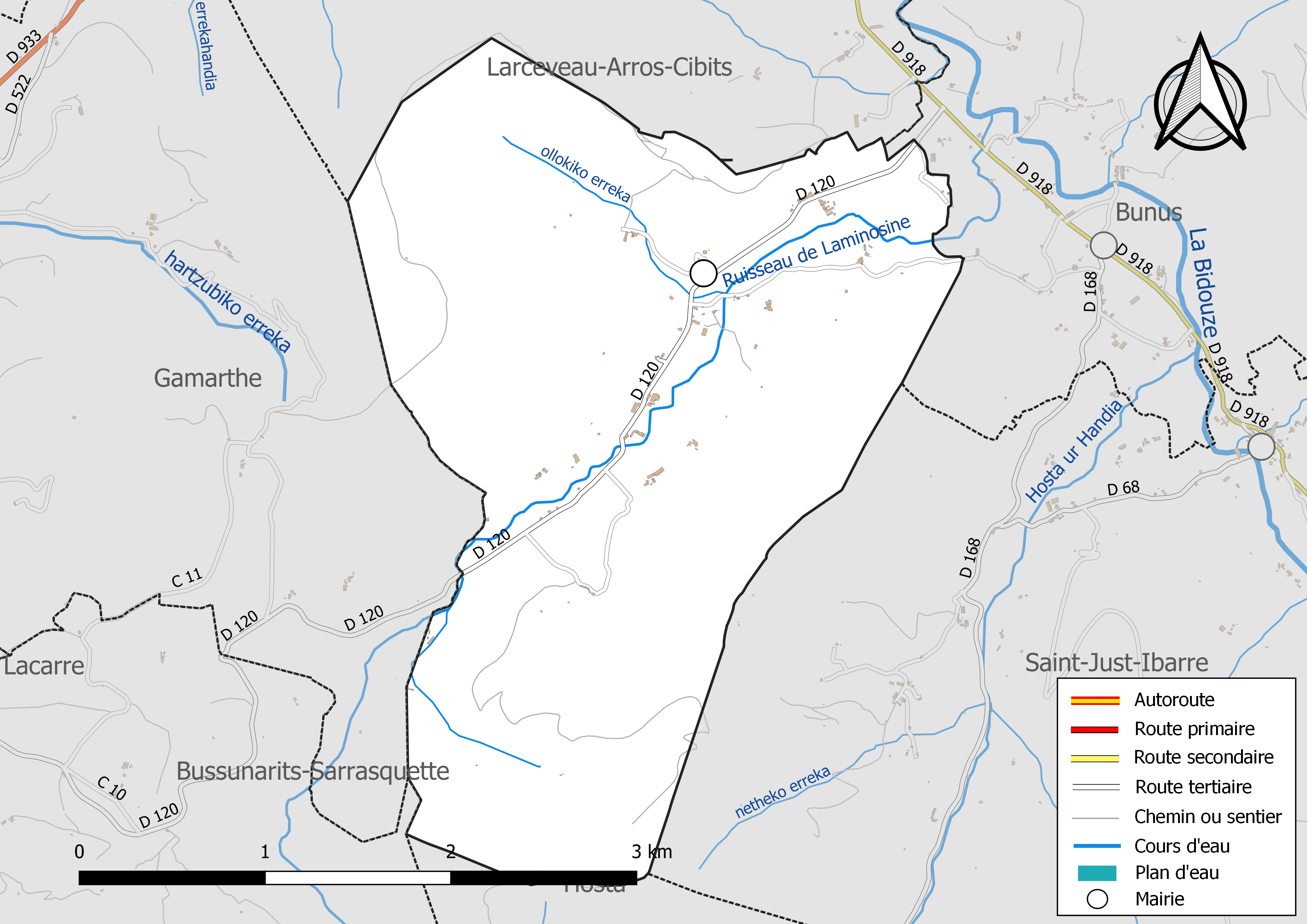
Réseaux hydrographique et routier d'Ibarrolle.

La commune est drainée par le ruisseau de Laminosine, l’Olloquyko erreka et par divers petits cours d'eau, constituant un réseau hydrographique de 7 km de longueur totale,.

### Climat
Pour des articles plus généraux, voir Climat de la Nouvelle-Aquitaine et Climat des Pyrénées-Atlantiques.
Historiquement, la commune est exposée à un micro climat océanique basque.  
En 2020, Météo-France publie une typologie des climats de la France métropolitaine dans laquelle la commune est exposée à un climat de montagne et est dans la région climatique Pyrénées atlantiques, caractérisée par une pluviométrie élevée (>1 200 mm/an) en toutes saisons, des hivers très doux (7,5 °C en plaine) et des vents faibles.
Pour la période 1971-2000, la température annuelle moyenne est de 13,7 °C, avec une amplitude thermique annuelle de 13 °C. Le cumul annuel moyen de précipitations est de 1 608 mm, avec 12,5 jours de précipitations en janvier et 9,6 jours en juillet. Pour la période 1991-2020, la température moyenne annuelle observée sur la station météorologique la plus proche, située sur la commune de Bustince-Iriberry à 8 km à vol d'oiseau, est de 13,9 °C et le cumul annuel moyen de précipitations est de 1 327,4 mm,. Pour l'avenir, les paramètres climatiques de la commune estimés pour 2050 selon différents scénarios d’émission de gaz à effet de serre sont consultables sur un site dédié publié par Météo-France en novembre 2022.

### Milieux naturels et biodiversité

#### Réseau Natura 2000
Le réseau Natura 2000 est un réseau écologique européen de sites naturels d'intérêt écologique élaboré à partir des Directives « Habitats » et « Oiseaux », constitué de zones spéciales de conservation (ZSC) et de zones de protection spéciale (ZPS).
Un site Natura 2000 a été défini sur la commune au titre de la « directive Habitats » : « la Bidouze (cours d'eau) », d'une superficie de 2 570 ha, un vaste réseau hydrographique drainant les coteaux du Pays basque,.

#### Zones naturelles d'intérêt écologique, faunistique et floristique
L’inventaire des zones naturelles d'intérêt écologique, faunistique et floristique (ZNIEFF) a pour objectif de réaliser une couverture des zones les plus intéressantes sur le plan écologique, essentiellement dans la perspective d’améliorer la connaissance du patrimoine naturel national et de fournir aux différents décideurs un outil d’aide à la prise en compte de l’environnement dans l’aménagement du territoire.
Une ZNIEFF de type 2 est recensée sur la commune, : 
les « landes, bois et prairies du bassin de la Bidouze » (11 263,46 ha), couvrant 25 communes du département.

## Urbanisme

### Typologie
Au 1er janvier 2024, Ibarrolle est catégorisée commune rurale à habitat très dispersé, selon la nouvelle grille communale de densité à sept niveaux définie par l'Insee en 2022.
Elle est située hors unité urbaine et hors attraction des villes,.

### Occupation des sols

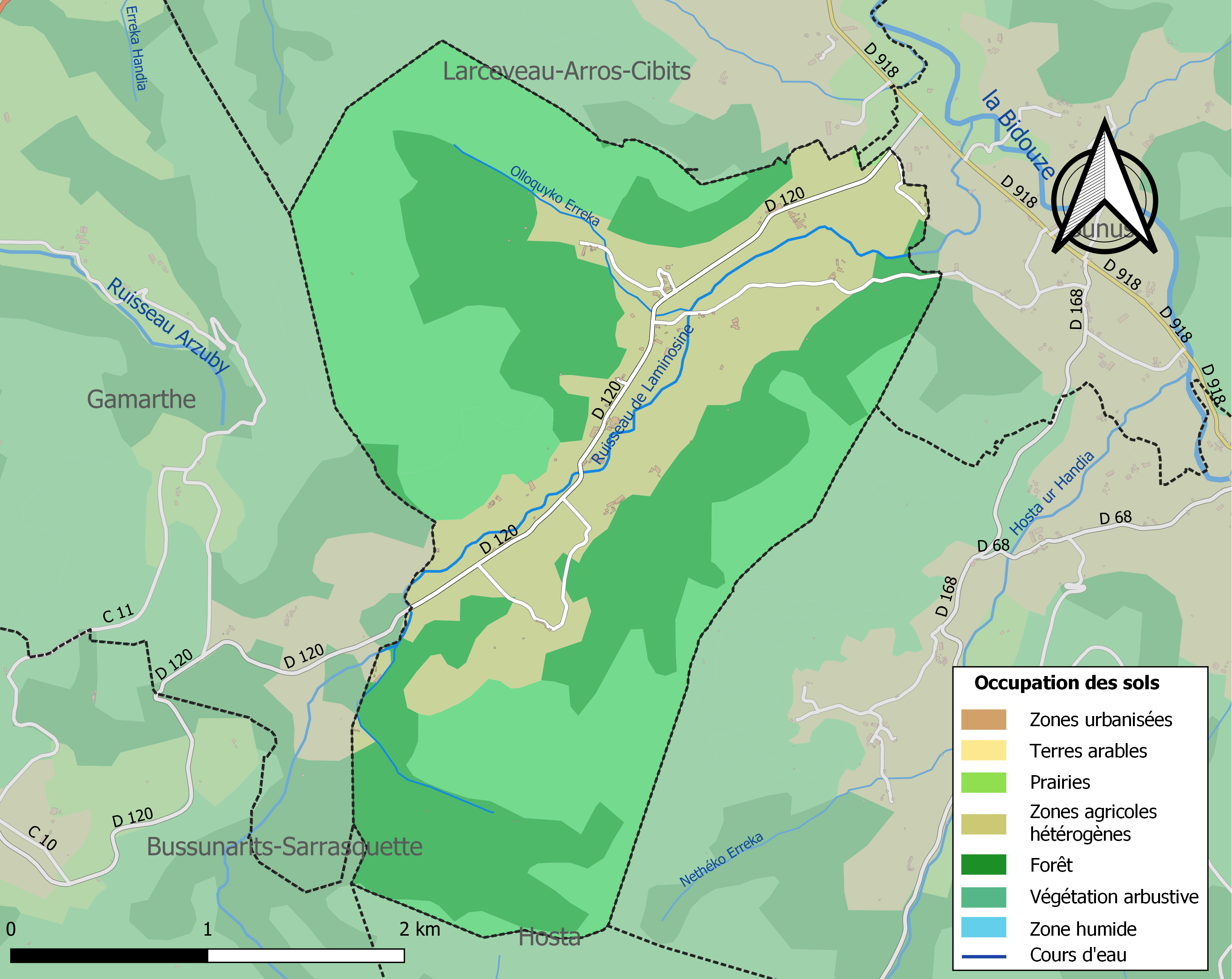
Carte des infrastructures et de l'occupation des sols de la commune en 2018 (CLC).

L'occupation des sols de la commune, telle qu'elle ressort de la base de données européenne d’occupation biophysique des sols Corine Land Cover (CLC), est marquée par l'importance des forêts et milieux semi-naturels (74,1 % en 2018), une proportion sensiblement équivalente à celle de 1990 (74,8 %). La répartition détaillée en 2018 est la suivante : 
milieux à végétation arbustive et/ou herbacée (38,7 %), forêts (35,4 %), zones agricoles hétérogènes (25,9 %). L'évolution de l’occupation des sols de la commune et de ses infrastructures peut être observée sur les différentes représentations cartographiques du territoire : la carte de Cassini (XVIIIe siècle), la carte d'état-major (1820-1866) et les cartes ou photos aériennes de l'IGN pour la période actuelle (1950 à aujourd'hui).

### Lieux-dits et hameaux
- Urrutiko Bordaldea
- Iranaba
- Azarka
- Pekotxea
- Etxebestaldea
- Xerra
- Guillabé
- Elizathea

### Voies de communication et transports
Ibarolle est accessible par la route départementale D 120.

### Risques majeurs
Le territoire de la commune d'Ibarrolle est vulnérable à différents aléas naturels : météorologiques (tempête, orage, neige, grand froid, canicule ou sécheresse), inondations, feux de forêts et séisme (sismicité moyenne). Un site publié par le BRGM permet d'évaluer simplement et rapidement les risques d'un bien localisé soit par son adresse soit par le numéro de sa parcelle.
Certaines parties du territoire communal sont susceptibles d’être affectées par le risque d’inondation par une crue torrentielle ou à montée rapide de cours d'eau. La commune a été reconnue en état de catastrophe naturelle au titre des dommages causés par les inondations et coulées de boue survenues en 1982, 1983, 2009 et 2014,.
Ibarrolle est une des communes françaises les plus exposées au risque de feu de forêt : entre 2008 et 2024, 5.8% de son territoire a brûlé chaque année en moyenne. En 2020, le premier plan de protection des forêts contre les incendies (PDPFCI) a été adopté pour la période 2020-2030. La réglementation des usages du feu à l’air libre et les obligations légales de débroussaillement dans le département des Pyrénées-Atlantiques font l'objet d'une consultation de public ouverte du 16 septembre au 7 octobre 2022,.

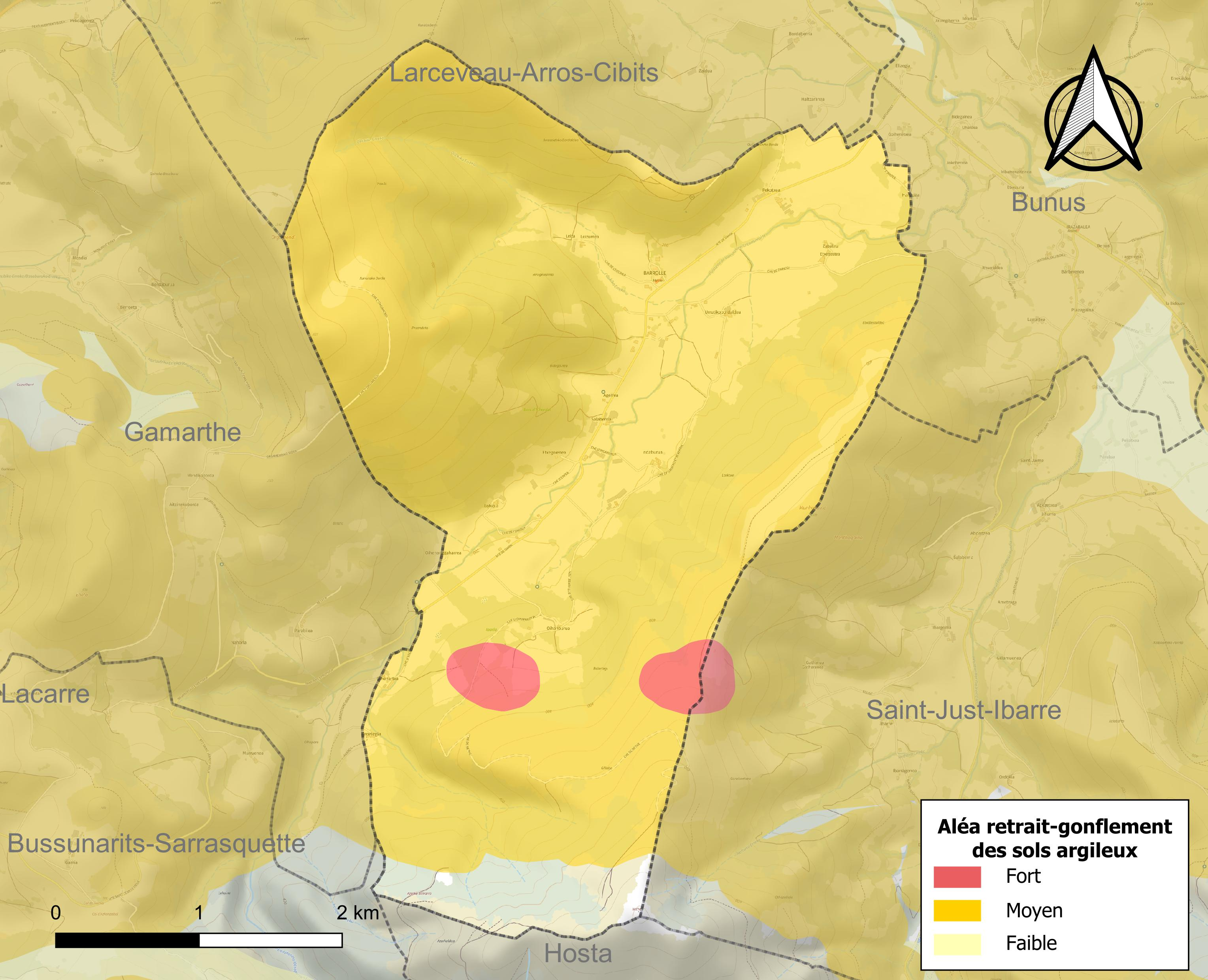
Carte des zones d'aléa retrait-gonflement des sols argileux d'Ibarrolle.

Le retrait-gonflement des sols argileux est susceptible d'engendrer des dommages importants aux bâtiments en cas d’alternance de périodes de sécheresse et de pluie. 95,3 % de la superficie communale est en aléa moyen ou fort (59 % au niveau départemental et 48,5 % au niveau national). Depuis le 1er octobre 2020, en application de la loi ELAN, différentes contraintes s'imposent aux vendeurs, maîtres d'ouvrages ou constructeurs de biens situés dans une zone classée en aléa moyen ou fort,.

## Toponymie

### Attestations anciennes
Le toponyme Ibarrolle provient du basque Ibarrola qui signifie « forge de la vallée ».
Il est documenté sous les formes 
Yvarole et Yvarola (1168 pour les deux formes, collection Duchesne volume CXIV, feuillet 35), 
Yvarrola (1402, titres de Navarre, E 459), 
Ibarrole (1441, notaires de Labastide-Villefranche, n°1, feuillet 35), 
Ybarrole (1477, contrats d'Ohix, feuillet 48), 
Ibarrola (1513, titres de Pampelune) et 
Ybarrola (1621, Martin Biscay).

### Graphie basque
La forme populaire s'était réduite à Ibarla mais le nom actuel est Ibarrola.

## Histoire

### Situation
Située en Ostabarret, Ibarolle comme son nom l'indique (« ibar » signifie vallée en basque), se déploie dans une vallée qui lui est propre, entre des monts qui s'élèvent très rapidement ; un ruisseau mythique serpente le long des maisons, c'est le Laminosin, qui naît dans le « gouffre des laminak ». De cette vallée, par le col de Gamia (ou col d'Askonzabal), on pouvait rejoindre Saint-Jean-le-Vieux, l'antique capitale du Pays de Cize.

### Les maisons nobles
À Ibarrolle se trouve toujours la maison noble Etchepare (Etchegapare), citée en 1350, que l'on peut admirer près de l'église et qui arbore ses armoiries sur son claveau de porte. Vers 1488, Pierre d'Etchepare épouse Jeanne d'Uhart, fille du seigneur d'Uhart et Sorhapuru ; son fils épousera l'héritière d'Uhart d'Aïnhice.
En 1763, Catherine d'Etchepare s'allie à Jean de Lafaurie, seigneur de Socarro de Zabaltze à Saint-Jean-le-Vieux. Leur descendance prendra le nom de Lafaurie d'Etchepare et celui de Lassalle de Saint-Jean-le-Vieux.
Uhaldea, autre maison noble, est connue aussi en 1350 à Ibarrolle. Au XVIIIe siècle, elle passera entre les mains des familles Lespade, Lassalle, Etcheverry d'Arbouet et Casamajor Salabert de Sauveterre.

## Personnalités liées à la commune
Manex Erdozaintzi-Etxart, né le 15 juillet 1934 à Ibarrolle et mort le 29 avril 1984 à Toulouse, est un écrivain, moine franciscain, poète et académicien basque. Il a donné son nom à une rue de Saint-Palais.

## Héraldique
Dans les armes communales, la chaîne de montagnes est celle qui surplombe la vallée et la traverse d'azur est pour le ruisseau des « laminak ». La croix basque est un symbole identitaire du Pays basque ; la commune revendique ici son appartenance et son attachement à cette communauté. Le troupeau de brebis rappelle le pastoralisme, propre à toute vallée étroite ; l'élevage est la seule activité agricole envisageable sur des pièces de terre de petite superficie au profil tourmenté. Le pèlerin évoque bien sûr le pèlerinage de Saint-Jacques-de-Compostelle ; l'Ostabarret était un des carrefours incontournables de ce phénomène spirituel de masse qui touche l'Europe entière à partir du XIIe siècle, avec ses innombrables couvents et hôpitaux qui jalonnaient les chemins jacquaires.
| Blason | Blasonnement : Taillé: au 1er de gueules à la chaîne de montagnes d'argent mouvant d'une cotice en barre d'azur et surmontée d'une croix basque virgulée d'or en franc quartier, au 2e de sinople à un troupeau de huit brebis au naturel paissantes, posées sans ordre en pointe, surmontées d'un bélier passant au naturel à la tête noire accornée d'or et accompagnées en chef d'un pèlerin au naturel marchant vêtu et capuchonné d'or, s'appuyant de la main senestre sur un bâton d’or. |

## Politique et administration

### Administration
| Période                                  | Période      | Identité                     | Étiquette      | Qualité                                                             |
| ---------------------------------------- | ------------ | ---------------------------- | -------------- | ------------------------------------------------------------------- |
| 1796                                     | 1825         | Sallaberry                   |                |                                                                     |
| 1831                                     | 1832         | Judaburu                     |                |                                                                     |
| 1832                                     | 1867         | Dominique Ahado              |                |                                                                     |
| 1868                                     | 1873         | Berçaits                     |                |                                                                     |
| 1874                                     | 1883         | Judaburu                     |                |                                                                     |
| 1983                                     | 2019 (décès) | Jean-Louis Caset (1945-2019) | UDF puis MoDem | Responsable d'agence bancaire Conseiller général du Canton d'Iholdy |
| 2019                                     | En cours     | Dominique Poydessus          |                |                                                                     |
| Les données manquantes sont à compléter. |              |                              |                |                                                                     |

### Intercommunalité
Ibarrolle appartient à sept structures intercommunales :
- l’agence publique de gestion locale ;
- la communauté d'agglomération du Pays Basque ;
- le syndicat AEP de l'Ostabaret ;
- le syndicat d’énergie des Pyrénées-Atlantiques ;
- le syndicat intercommunal pour l'aménagement et la gestion de l'abattoir de Saint-Jean-Pied-de-Port ;
- le syndicat intercommunal pour le soutien à la culture basque ;
- le syndicat pour le fonctionnement des écoles d'Ostibarret.

## Population et société

### Démographie
Au recensement fiscal de 1350 Ibarolle compte 17 feux (on compte environ 5,5 personnes par foyer). Ce chiffre passe à 11 dans le recensement de 1412-1413 réalisé sur ordre de Charles III de Navarre. Cette forte baisse est générale dans la région qui s'est largement dépeuplée durant cette période à cause de la peste noire.
Le recensement de 1551 des hommes et des armes qui sont dans le présent royaume de Navarre d'en deçà les ports, révèle une démographie en forte croissance : il indique à Ibarolle la présence de 31 feux.
L'évolution du nombre d'habitants est connue à travers les recensements de la population effectués dans la commune depuis 1793. Pour les communes de moins de 10 000 habitants, une enquête de recensement portant sur toute la population est réalisée tous les cinq ans, les populations de référence des années intermédiaires étant quant à elles estimées par interpolation ou extrapolation. Pour la commune, le premier recensement exhaustif entrant dans le cadre du nouveau dispositif a été réalisé en 2008.

En 2022, la commune comptait 73 habitants, en évolution de −14,12 % par rapport à 2016 (Pyrénées-Atlantiques : +3,78 %, France hors Mayotte : +2,11 %).
| 1793 | 1800 | 1806 | 1821 | 1831 | 1836 | 1841 | 1846 | 1851 |
| ---- | ---- | ---- | ---- | ---- | ---- | ---- | ---- | ---- |
| 242  | 261  | 398  | 293  | 270  | 308  | 310  | 307  | 315  |

| 1856 | 1861 | 1866 | 1872 | 1876 | 1881 | 1886 | 1891 | 1896 |
| ---- | ---- | ---- | ---- | ---- | ---- | ---- | ---- | ---- |
| 286  | 232  | 208  | 207  | 196  | 183  | 177  | 174  | 197  |

| 1901 | 1906 | 1911 | 1921 | 1926 | 1931 | 1936 | 1946 | 1954 |
| ---- | ---- | ---- | ---- | ---- | ---- | ---- | ---- | ---- |
| 178  | 173  | 165  | 142  | 157  | 151  | 139  | 123  | 121  |

| 1962 | 1968 | 1975 | 1982 | 1990 | 1999 | 2006 | 2008 | 2013 |
| ---- | ---- | ---- | ---- | ---- | ---- | ---- | ---- | ---- |
| 116  | 110  | 101  | 91   | 92   | 88   | 96   | 98   | 93   |

| 2018 | 2022 | - | - | - | - | - | - | - |
| ---- | ---- | - | - | - | - | - | - | - |
| 79   | 73   | - | - | - | - | - | - | - |

## Économie
L'activité est principalement agricole. La commune fait partie de la zone d'appellation de l'ossau-iraty.

## Culture locale et patrimoine

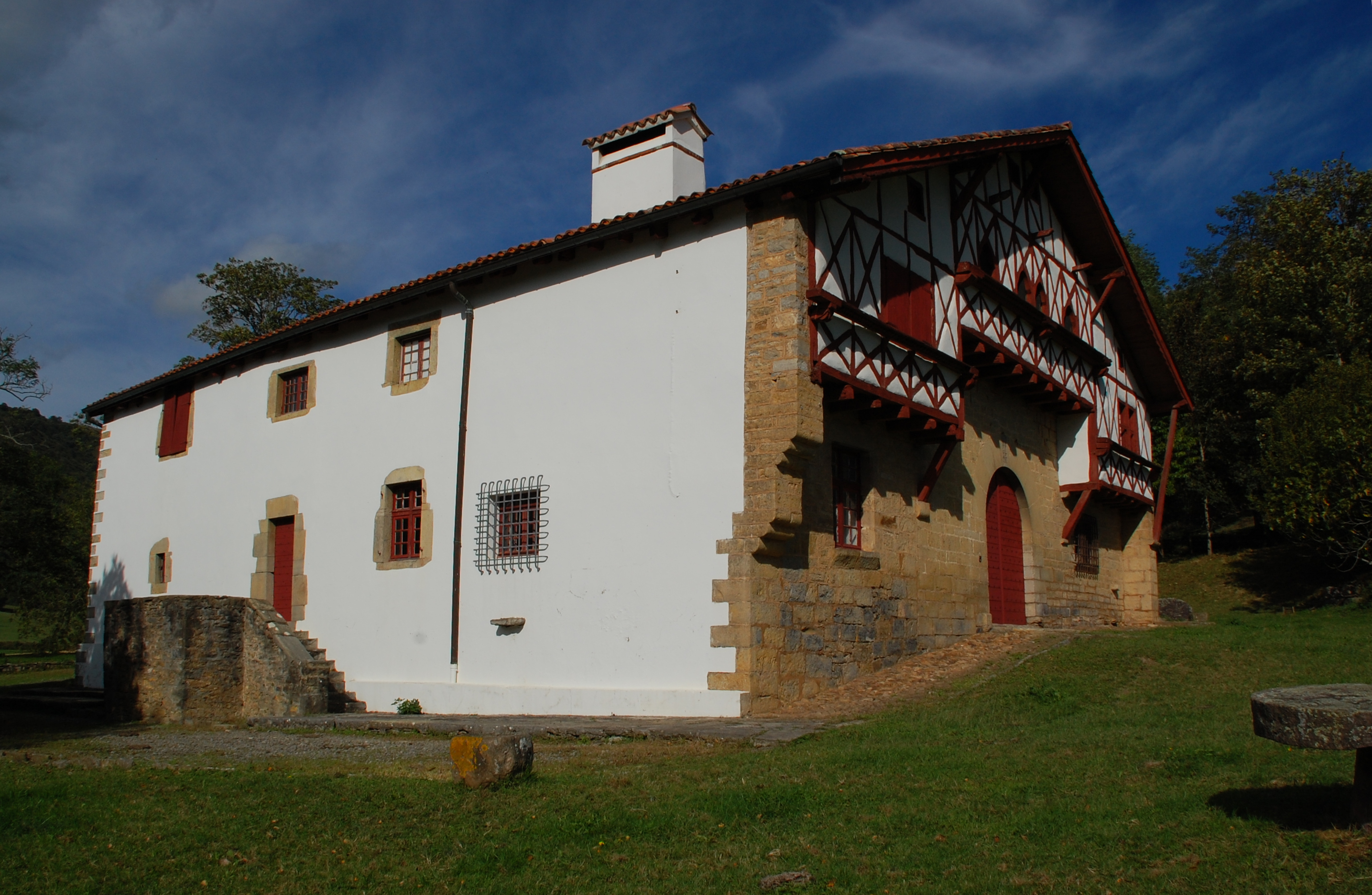
La maison de maitre Etxe(ga)parea

### Patrimoine civil
La maison dite la salle d'Etchepare date du XVIIe siècle ;
Des maisons datant du XVIIe siècle, sont répertoriées par les monuments historiques.

### Patrimoine religieux

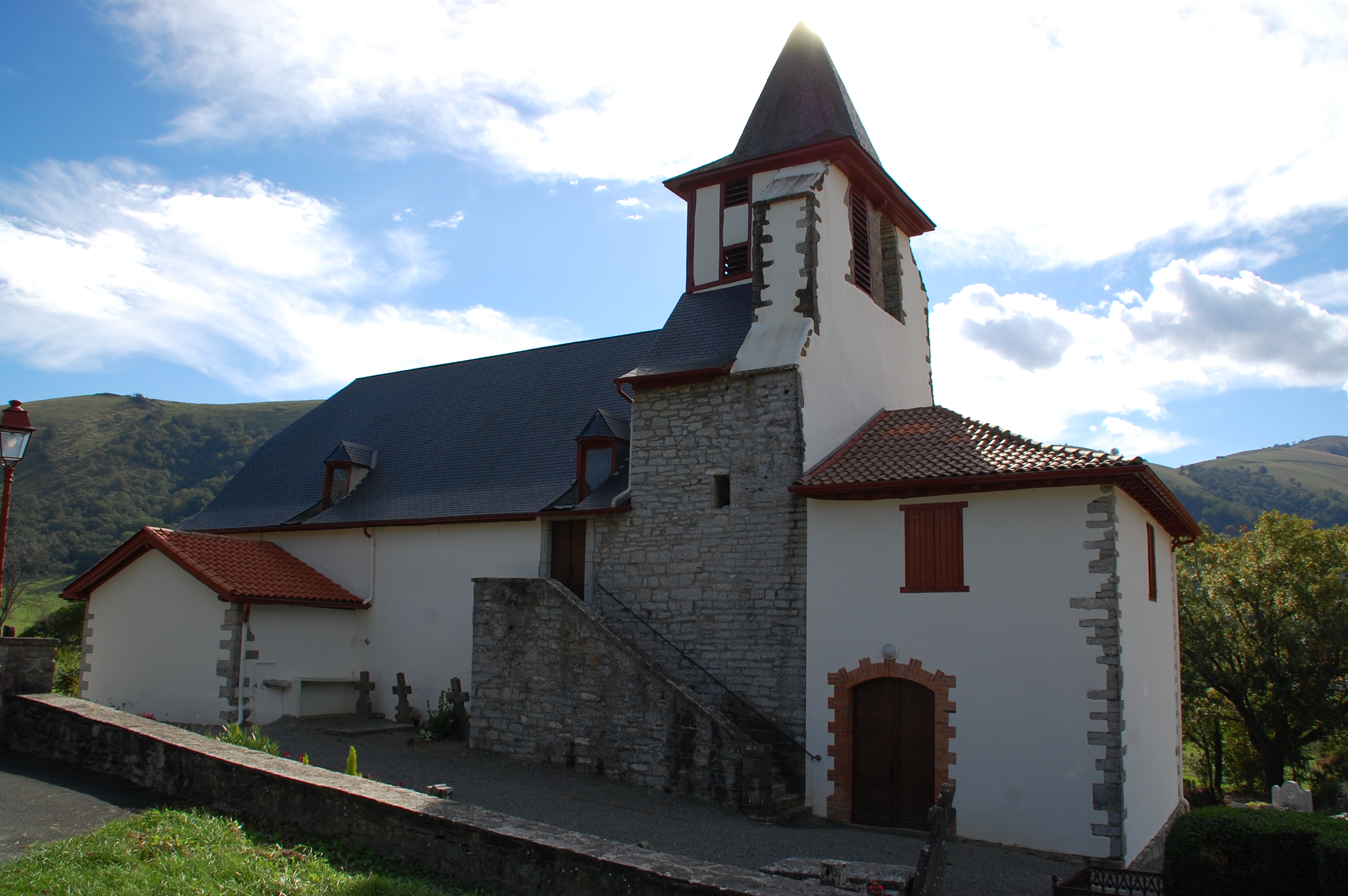
L'église Saint-Barthélemy

L'église Saint-Barthélemy date en partie du Moyen Âge.